# UFC 132
UFC 132: Cruz vs. Faber 2 fue un evento de artes marciales mixtas celebrado por Ultimate Fighting Championship el 2 de julio de 2011 en el MGM Grand Garden Arena, en Las Vegas, Nevada.

## Historia
UFC 132 se creó originalmente para ofrecer una revancha entre B.J. Penn y Jon Fitch, pero ambos se vieron obligados a retirarse debido a lesiones.
Evan Dunham se espera hacer frente a George Sotiropoulos en el evento, pero se tuvo que retirar de la tarjeta con una lesión y fue reemplazado por Rafael dos Anjos.
Jason Miller estaba programado para enfrentarse a Aaron Simpson en este evento. Sin embargo, Miller se retiró de la tarjeta después de aceptar un puesto de entrenador en The Ultimate Fighter 14, y fue reemplazado por Brad Tavares.
Cub Swanson se espera hacer frente a Erik Koch en este evento, pero fue forzado a dejar la pelea por una lesión. Koch fue trasladado a UFC Fight Night 25 para enfrentarse a Jonathan Brookins.
UFC 132 contó con dos peleas preliminares en vivo por Spike TV y el resto de las peleas preliminares fueron transmitidas por Facebook.

## Resultados
1. ↑  Por el Campeonato de Peso Gallo de UFC.

## Premios extra
Cada peleador recibió un bono de $75,000.
- Pelea de la Noche: Dominick Cruz vs. Urijah Faber
- KO de la Noche: Carlos Condit
- Sumisión de la Noche: Tito Ortiz